# Доно
Доно (итал. Dongo) је насеље у Италији, у округу Комо, у региону Ломбардија.
Према процени из 2011. у насељу је живело 3.489 становника. Насеље се налази на надморској висини од 218 м.

## Становништво
| 1936. | 1951. | 1961. | 1971. | 1981. | 1991. | 2001. | 2011. |
| ----- | ----- | ----- | ----- | ----- | ----- | ----- | ----- |
| 2.338 | 2.795 | 3.411 | 3.544 | 3.482 | 3.405 | 3.468 | 3.489 |